# Bluefish
Bluefish е текстов редактор за разработване на (динамични) уеб сайтове.
Поддържа се синтаксис за HTML, XHTML, CSS, XML, PHP, C, Javascript, Jscript, Java, SQL, Perl, ColdFusion, JSP, Python, Ruby, и шел скриптове.
- Цитат от страницата на Bluefish: „Bluefish работи на повечето (може би всички?) POSIX съвместими системи, включително платформи като Linux, FreeBSD, Mac OS X, OpenBSD и Solaris.“

Bluefish е написан на C/GTK+ и може да се използва както вграден в GNOME, така и независимо от GNOME.